# Егор-Ёль
Егор-Ёль — река в Приуральском районе Ямало-Ненецкого АО России. Устье реки находится в 309 км от устья реки Полуй по левому берегу. Длина реки составляет 38 км, значительные притоки: Тыякакояха — левый и Ледсейяхако — правый.

## Данные водного реестра
По данным государственного водного реестра России относится к Нижнеобскому бассейновому округу, водохозяйственный участок реки — Обь от впадения реки Северная Сосьва до города Салехард, речной подбассейн реки — бассейны притоков Оби ниже впадения Северной Сосьвы. Речной бассейн реки — (Нижняя) Обь от впадения Иртыша.
Код объекта в государственном водном реестре — 15020300112115300032859: